# تدريب المجندين

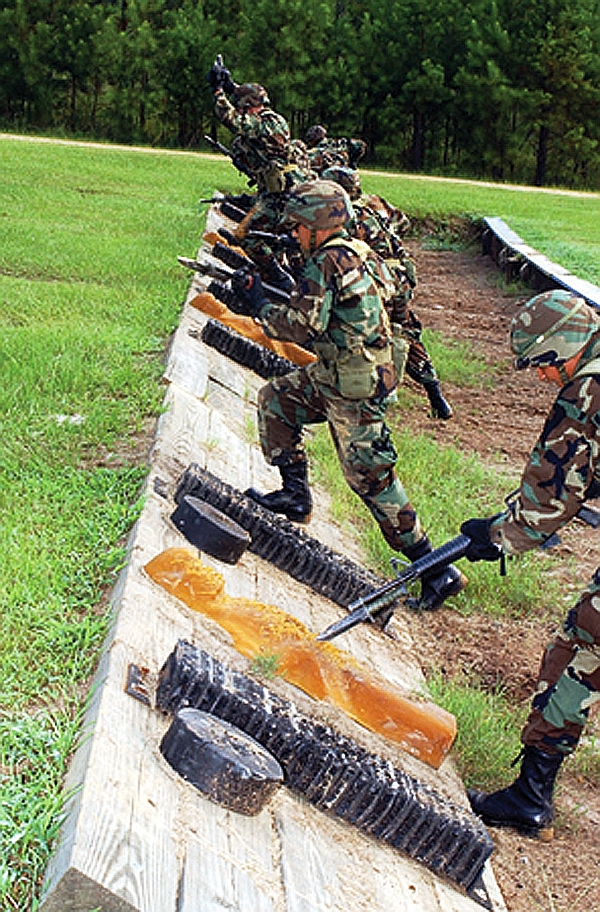

يشير تدريب المجندين، المعروف أكثر باسم التدريب الأساسي أو معسكر التدريب المنتظم، إلى التعليمات الأولية للأفراد العسكريين الجدد. تدريب المجندين عملية مكثفة جسديًا ونفسيًا تعيد التكييف الاجتماعي لمطالب العمل العسكري.

## السمات الرئيسة
التدريب العسكري الأولي هو برنامج داخلي مكثف يستمر عادةً عدة أسابيع أو أشهر، ويهدف إلى تجنيد أفراد عسكريين جُندوا حديثًا في القواعد الاجتماعية والمهام الأساسية للقوات المسلحة. تشمل السمات الشائعة تدريبات المشي العسكري والتفتيش والتدريب البدني والتدريب على الأسلحة وعرض التخرج.
تعيد عملية التدريب تكييف المجندين في تعزيز رغبتهم بالحياة العسكرية. تُستخدم تقنيات التكييف النفسي لتشكيل المواقف والسلوكيات، فيطيع المتطوعون جميع الأوامر ويواجهون خطرًا قاتلًا ويقتلون خصومهم في المعركة. وفقًا لخبير في طرق التدريب العسكري بالولايات المتحدة الأمريكية، ديف غروسمان، فإن تدريب المجندين يستخدم بشكل مكثف أربعة أنواع من أساليب التكييف: نمذجة الأدوار، والإشراط الكلاسيكي، والإشراط الاستثابي، والوحشية.
يُطلب من المجندين إخفاء شخصياتهم الفردية جزئيًا من أجل وحدتهم العسكرية، ما يعزز من طاعة الأوامر بالقيام بأعمال عادةً ما تكون غائبة عن الحياة المدنية، بما في ذلك القتل والتعرض للمخاطر لفترة طويلة.
تعمل إعادة التكييف الاجتماعي في تدريب المجندين بعدة طرق، على النحو التالي:

### الحبس والقمع
بمجرد أن يبدأ تدريبهم، فإن حق المجندين في مغادرة المنطقة العسكرية (أو الانسحاب من القوات المسلحة) مرفوض أو مقيد بإحكام. تُقمع الشخصية، من خلال حلق شعر الرأس وإصدار الزي الرسمي ورفض الخصوصية وحظر استخدام الأسماء الأولى.

### السيطرة والانضباط
يخضع الروتين اليومي للمجندين إلى درجة عالية من التحكم، على غرار «مؤسسة الكلية» التي وصفها عالم الاجتماع الكندي الأمريكي إرفنغ غوفمان. على سبيل المثال، يحدد نظام التدريب كيفية قيام المجندين بصنع أسِرَّتهم وتلميع أحذيتهم وترتيب ملابسهم؛ تُفرض العقوبة أثناء ارتكاب الأخطاء.
في أثناء تدريبهم، يكون المجندون مشروطين بالتوافق مع المعايير العسكرية والعمل بشكل فريق واحد. على وجه الخصوص، يُوجه المجندون مرارًا وتكرارًا للوقوف والسير والرد على الأوامر في طقوس تُعرف باسم تدريبات المشي العسكري، التي تُستمد من الممارسات العسكرية في القرن الثامن عشر وتدرب المجندين على إطاعة الأوامر دون تردد أو سؤال. وفقًا لقواعد الجيش الفنلندي، على سبيل المثال، تعد التدريبات على المشي العسكري أمرًا ضروريًا للروح المعنوية والتماسك، ويعتاد المجندون على الطاعة الغريزية، ويمكّن من مسيرة الوحدات الكبيرة ونقلها بطريقة منظمة، ويخلق الأساس للعمل في ساحة المعركة.

### التشدد والعقاب
تستعمل عملية التدريب عوامل الضغط باستمرار. يمكن أن يحرم المدربون المجندين من النوم أو الطعام أو المأوى، أو يصرخون بالإهانات الشخصية، أو يستخدمون العدوان الجسدي، أو يوجهون أوامر تهدف إلى إذلالهم. وفقًا للمتخصصين في تدريب المجندين في الولايات المتحدة، فإن ظروف الضغط المستمر تستنزف مقاومة المجندين للمطالب المقدمة منهم.
لا يترك عبء العمل المكثف وقيود النوم التي يعاني منها المجندون العسكريون لهم سوى قدر ضئيل من الاهتمام لمعالجة الأوامر التي يتلقونها بشأن القواعد الجديدة ... لذلك، يجب أن يكون المجندون أقل تكريسًا لجهدهم المعرفي المتبقي للحكم على جودة الأوامر المُقنعة، ومن المحتمل أكثر أن يُقنعوا من قبل هذه الأوامر...
تشير الأدلة الواردة من كندا والمملكة المتحدة والولايات المتحدة وأماكن أخرى إلى أن العقوبات تُستخدم بشكل روتيني من أجل انضباط المجموعة وتثبيط الأداء الضعيف. على سبيل المثال، وُصف دور العقوبة الجماعية في تدريب الجيش الكندي على النحو التالي:
أصبح المجندون من المجتمع المدني الذي يرتقي بالأفراد الآن في عالم حيث القيمة المؤسسية للجماعة هي الأعلى. فلا بد أن يكون المرء متعاونًا أو رافضًا للمخاطرة. إن المؤسسة العسكرية تقوم بأشياء تتعمد إلى حدٍ بعيد تكثيف قوة الضغوط الجماعية داخل صفوفها. تكون المجموعة مسؤولة عن كل عضو... على الرغم من إمكانية أن يبدو من الظلم بشكل واضح جعل المجموعة تعاني من أجل فرد.